# ROKS Il Chul Bong
Le ROKS Il Chul Bong (LST-688) est un navire de débarquement de chars de la marine de la république de Corée, le troisième navire de la classe Cheon Wang Bong.

## Carrière
le ROKS Il Chul Bong (LST-688) a été construit au chantier naval Hyundai Heavy Industries à Ulsan. Il a été lancé le 25 octobre 2016 et mis en service le 2 avril 2018,.
Le ROKS Il Chul Bong a participé à l’exercice Cobra Gold 2023 le 1er mars 2023 dans le golfe de Thaïlande, avec la marine américaine et le HTMS Sichang (LST-721) de la marine royale thaïlandaise. Cobra Gold favorise l’interopérabilité et contribue à la préparation opérationnelle de toutes les armées impliquées, à l’acquisition d’une formation et au développement de relations entre les militaires à tous les niveaux, favorisant un esprit de coopération et de bonne volonté. La marine américaine avait envoyé le Makin Island Amphibious Ready Group, composé du navire d'assaut amphibie USS Makin Island (LHD-8) et des quais de transport amphibies USS Anchorage (LPD-23) et USS John P. Murtha (LPD-26). Il opère dans la zone d’opérations de la Septième flotte des États-Unis, avec la 13e unité expéditionnaire embarquée des Marines, afin de renforcer l’interopérabilité avec les Alliés et les partenaires des États-Unis, et de servir de force d’intervention prête à intervenir pour défendre la paix et maintenir la stabilité dans la région indo-pacifique. L’exercice Cobra Gold 2023 était la 42e édition de l’un des plus grands exercices multilatéraux de coopération en matière de sécurité sur le théâtre des opérations Indo-Pacifique. Il s’est terminé le 10 mars 2023, avec la participation des marines royale thaïlandaise, japonaise, indonésienne, de la république de Corée, de Singapour et de Malaisie. Environ 20 pays et 6 000 membres du personnel militaire y ont participé soit directement, soit en tant qu’observateurs. Des officiers de liaison de la marine royale thaïlandaise et de la marine de la république de Corée ont embarqué à bord de l'USS Makin Island, dont le lieutenant (junior grade) Yeyoung Han, affecté sur le ROKS Il Chul Bong.
Lors de la revue internationale de la flotte de Corée du Sud 2018, le président Moon Jae-in a débarqué de l’hélicoptère présidentiel sur le ROKS Il Chul Bong, sur lequel il a prononcé un discours. Puis il a assisté au survol effectué par l’aviation navale, à la revue des navires de surface, à un démonstration de parachutisme par la Navy Special Warfare Flotila (UDT/SEAL), et à la projection d’un film d’introduction et d’un film sur l’histoire de la Marine et son futur.